# Robot Communications
Robot Communications Inc. (株式会社ロボット, Kabushikigaisha Robotto) é um estúdio japonês de animação e efeitos visuais independente fundado a 3 de junho de 1986. Em 2008, ganhou o Óscar de melhor curta-metragem de animação por A Casa em Cubinhos.